# 尤寧維爾 (印第安納州)
尤寧維爾（英語：Unionville）是位於美國印地安納州門羅縣的一個非建制地區。該地的面積和人口皆未知。